# Bătălia de la Albuera
Bătălia de la Albuera, cunoscută și sub numele de Bătălia de la Albuhera, a reprezentat una dintre cele mai importante confruntări din întreg conflictul iberic (1808-1814), opunând la data de 16 mai 1811 o armată franceză condusă de mareșalul Soult, unei armate mult mai numeroase, formate din britanici, spanioli și portughezi, plasate sub conducerea generalului Beresford. Bătălia, deosebit de sângeroasă, s-a încheiat indecis, ambele părți pierzând atât de mulți oameni încât ostilitățile nu au mai putut continua a doua zi, deși ambii comandanți ar fi avut nevoie de o victorie. Din cauză că Ducele de Wellington a hotărât trucarea depeșei trimise la Londra, în Marea Britanie, mai ales în cultura populară, bătălia este deseori citată printre victoriile semnificative ale armatei britanice.